# Рязанов, Александр Степанович
Алекса́ндр Степа́нович Ряза́нов (бел. Алесь Сцяпанавіч Разанаў; 5 декабря 1947, д. Селец, Берёзовский район, Брестская область — 26 августа 2021) — советский и белорусский поэт, литературный переводчик и эссеист. Член СП СССР (1972). Лауреат Государственной премии БССР имени Янки Купалы (1990). Известен как новатор, автор новых поэтических форм.

## Биография
Алесь Степанович Рязанов родился 5 декабря 1947 года в деревне Селец Берёзовского района Брестской области в семье служащих. Отец, уроженец Тамбовской области, переехал из России до Великой Отечественной войны.
Алесь Рязанов учился на филологическом факультете Белорусского государственного университета имени В. И. Ленина. Параллельно с учёбой работал литейщиком на Минском заводе отопительного оборудования.
В 1969 году исключен из университета за организацию письма студентов в Центральный комитет Коммунистической партии Беларуси с требованием восстановить обучение в университете на белорусском языке. С помощью Максима Танка, ректора Брестского педагогического института Сергея Гусака и заведующего кафедры белорусского языка и литературы Владимира Колесника Рязанов продолжил обучение на филологическом факультете Брестского педагогического института, который закончил в 1970 году.
В 1970—1971 годах работал учителем белорусского языка и литературы в средней школе деревни Кругель Каменецкого района, в 1971—1972 годах служил в армии, в 1972 году поселился в Минске (в 1976—1991 годах жил по ул. В. Хоружей, дом № 46/1).
Работал литературным сотрудником газеты «Литература и искусство» (бел. «Літаратура і мастацтва»), редактором минского издательства «Мастацкая літаратура», заместителем главного редактора журнала «Крыніца» (1994—1999). Член Союза писателей СССР с 1972.
Вице-президент Белорусского ПЕН-центра (с 1989). В 1990—2000-х годах подолгу жил и работал в Германии.
Скончался 26 августа 2021 года на 74-м году жизни. Прощание прошло 28 августа в минском соборе Святых Апостолов Петра и Павла.
Похоронен на Северном кладбище Минска.

## Творчество
Выступал как переводчик на белорусский язык. Переводил с литовского, латышского, грузинского, болгарского, сербскохорватского, чешского, английского языков. Среди переводов, выполненных Рязановым, — комедия Шекспира «Сон в летнюю ночь», хайку Басё, поэзия и проза литовских литераторов (К. Сая «Гэй, хавайцеся», 1982). Некоторые свои стихи Рязанов писал на немецком и литовском языках.

## Награды и звания
- Государственная премия БССР имени Янки Купалы (1990) — за книгу поэзии «Вастрыё стралы» («Острие стрелы», 1988).
- Лауреат премии «Залаты апостраф» (2012).
- Медаль «100 лет БНР» (Рада Белорусской народной республики, 2019)[8].